# 번영신학

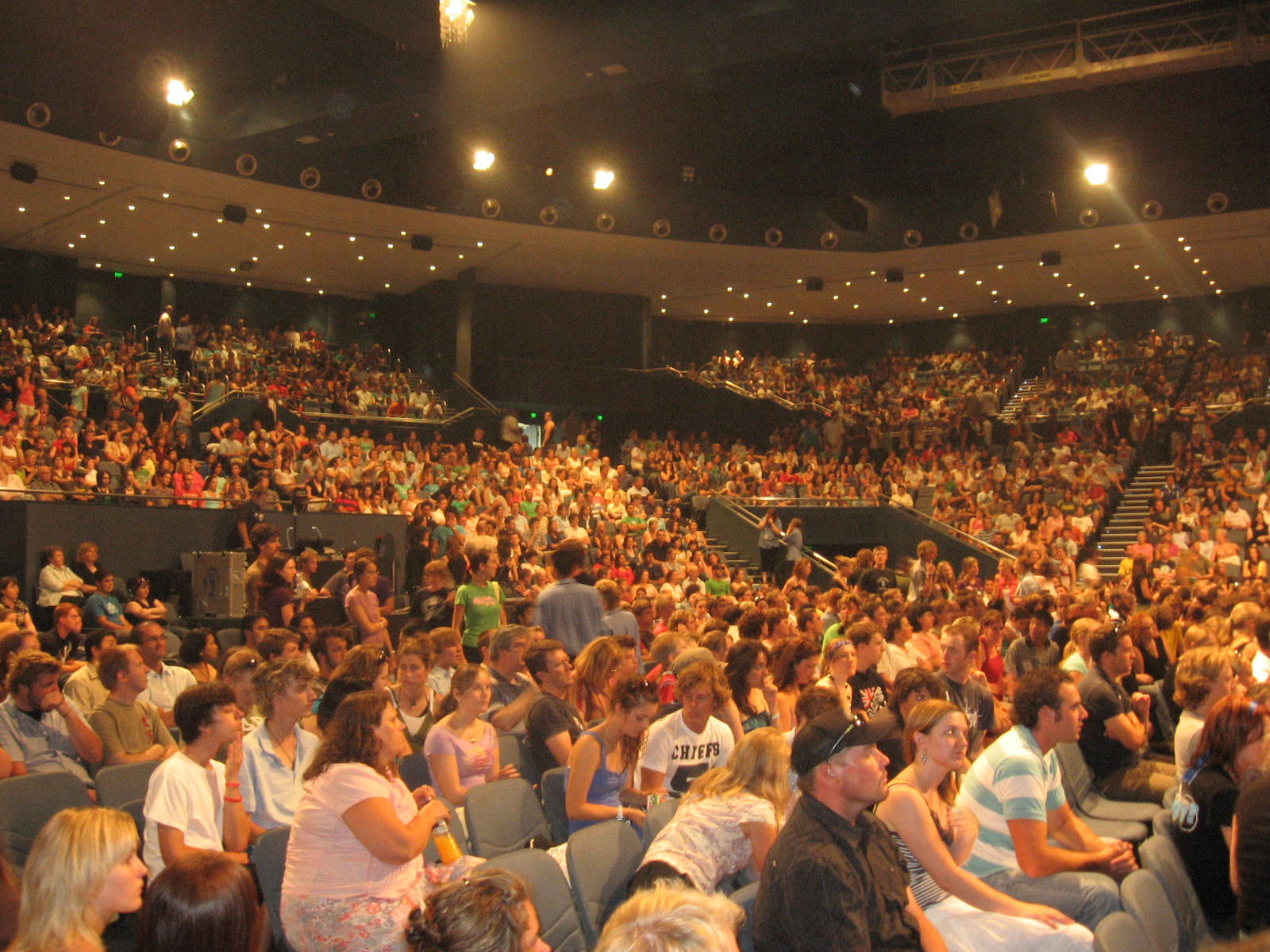
시드니에 있는 힐송 교회(Hillsong Church)

번영신학(prosperity theology,  gospel of success, prosperity gospel, the health and wealth gospel)이란 재정적 축복이나 물질적 풍성함이 항상 하나님의 뜻이라고 믿으며 신앙이 자신들의 물질적 부를 증가시킨다고 믿는 은사주의 기독교 신학이다.
이런 성경해석은 초기 유대주의의 주된 흐름에서 나타나는데 기독교 전통에서는 없다. 번영 신학은 여러 기독교 교단 지도자들로부터 비판을 받고 있으며, 특히 일부 오순절과 은사주의 운동 내에서도 무책임하며 우상 숭배를 조장하고 성경에 어긋난다는 지적을 받아오고 있다. 또한 세속적 및 기독교 비평가들은 번영 신학을 따르는 이들 중 일부가 가난한 사람들을 착취한다고 비판하며, 실제로 일부 목회자들은 재정적 사기로 기소되기도 했다.
하나님과 화해된 속죄를 죄와 가난을 완화시킨다고 해석하며 저주란 믿음이 깨진것을 말한다고 한다. 대표적인 교회는 호주 시드니에 있는 힐송 교회이다.
번영 신학은 성경을 신과 인간 간의 계약으로 보며, 인간이 신에 대한 믿음을 가지면 그 대가로 신이 안전과 번영을 제공한다고 믿는다. 이 교리는 개인의 자아 실현을 강조하며 사람들이 축복받는 것이 신의 뜻임을 주장한다. 속죄는 질병과 가난을 저주로 간주하여, 신의 은혜와 믿음으로 이를 극복할 수 있다는 해석을 포함한다.

## 번영신학 주장자들
제2차 세계대전 이후 미국에서 오순절파(Pentecostalism)의 부산물로서 발생한 번영신학을 주장하는 자들은 번영신학 설교의 아버지라고 알려진 인물은 오랄 로버츠(Oral Roberts), 짐과 태미 페이 베커(Jim and Tammy Faye Bakker), 베니 힌(Benny Hinn), 펫 로버트(Pat Robert), 그리고 로버트 틸톤(Robert Tilton)을 포함한 1980년대에 유행했던 텔레비전 복음전도자들을 위한 기반을 마련했던 사람들이다. 오늘날 가장 잘 알려진 번영신학의 교사들로는 크레플로 달러(Creflo Dollar), T.D. 제익스(T. D. Jakes), 귈러모 말도나도(Guillermo Maldonado), 조엘 오스틴(Joel Osteen), 그리고 폴라 화이트(Paula White) 등이 있다.

## 비판
(골로새서 3장 5절) 탐심은 우상 숭배니라

(에베소서 5장 5절) 탐하는 자 곧 우상 숭배자는 다 그리스도와 하나님의 나라에서 기업을 얻지 못하리니

주류 복음주의는 지속적으로 번영신학을 이단으로 반대하였다. 그리고 번영신학의 목회자들은 오순절주의자들과 은사주의자들을 포함하여 다른 기독교 단체들과 충돌을 일으켰다. 마이클 카트와 같은 복음주의 목회자는 전통 기독교가 아니라고 비판하였다. 복음주의 지도자 가운데 릭 워렌, 벤 위더링톤(Witherington III), 제 팔웰 등은 강하게 번영신학을 비판하였다. 번영신학은 우상숭배이며 예수님의 가르침에 배반하는 것이라고 하였다. 또 가난한 사람들을 착취한다고 비판한다.
켄트 휴그스(R. Kent Hughes)는 1세기 유대인들은 물질적 축복이 하나님의 사랑의 표시라고 서술했다고 한다. 그러나 그는 예수 그리스도는 부자가 천국에 들어가는 낙타가 바늘 구멍으로 들어가는 것보다도 더 힘들다고 하였다고 말하면서 랍비들의 생각을 반대하였다고 주장하였다.
한국교회가 개혁해야 할 삶의 태도에 대해 평택대학교 안명준 교수는 “한국교회가 지금과 같이 성장주의 물량주의에 빠져 대형교회를 선호한다면 하나님의 나라는 실현되지 않을 것”이라고 경고했다 이어 “한국교회가 중세 로마 가톨릭교회와 같은 전철(前轍)을 밟지 않기 위해서는 오직 하나님과 예수님, 성령님의 권위에 집중해야 할 것”이라며 “올바른 교회의 사명을 감당하도록 철저한 감시를 해야 하며 목회자들은 권위를 버리고, 평신도들이 은사에 맞게 교회에 참여할 수 있도록 독려해야 한다”고 말했다. 안명준 교수에 따르면 교회에서 봉사하는 일을 기복적 신앙으로 강조하는 경향이 많다. 이런 배경은 목회자가 건전한 신학을 알지 못하는데서 기원한다. 만일 어떤 성도가 교회에서 물질적 드림이나 봉사의 일을 통하여 하나님이 물질적 축복이 자신을 위하여 임한다고 믿는다면 그것은 기복신앙에 가깝다. 아무 조건 없이 감사한 마음으로 모든 것을 하나님께 드리는 것이 참된 헌신이다. 어떤 대가를 기대하면서 자연에 속한 물질을 드린다면 로마 카톨릭교회의 실수를 다시 한번 하는 것이요 제물을 통하여 현세에서 복을 얻으려는 무속적 기복신앙이다. 하나님에게 드리는 것과 봉사는 하나님의 은혜에 감사를 표하는 것이요 하나님의 영광을 위하는 것이며 궁극적으로 하나님의 나라의 건설을 위한 일이다.
총신대학교의 박재은 박사가 존 볼트의 견해를 다음과 같이 번역하였다. “그리스도와의 연합을 이야기할 때 우리가 하나님과 같은 수준의 상태 혹은 능력을 획득한다는 식의 생각을 버리는 것이 중요하다. 구체적으로 말하자면, 이는 케네스 코플랜드(Kenneth Copeland)와 글로리아 코플랜드(Gloria Copeland), 베니 힌(Benny Hinn), 조이스 마이어(Joyce Meyer), 조엘 오스틴(Joel Osteen) 등처럼 건강과 번영을 강조하는 수많은 텔레비전 목회자들의 가르침으로부터 우리를 보호해 예방 주사를 맞는 것과 같다. 브루스 윌킨슨(Bruce Wilkinson)의 베스트셀러인 『야베스의 기도』(The Prayer of Jabez)라는 책도 논조가 강하지는 않지만 여전히 번영 복음을 말하고 있는 책이라는 사실을 반드시 짚고 넘어가야 한다. 그리스도와의 연합과 하나님의 생명에 참여하는 것을 통해 창조주와 우리 사이의 존재론적인 구분을 극복한다는 식의 그 어떤 제안도 확고히 거부되어야 한다. 그리스도와의 연합은 우리를 “작은 하나님들”로 변화시키지 않는다는 사실을 선명하고도 분명하게 주장해야 한다.”
고려신학대학원의 강성호 박사는 한국교회를 스탠리 하우어워스와 리차드 니버의 유형론으로 분석하였다. 한국교회는 윤리적 세속문화속에 함몰된 그리스도로 진단하면서 외형적 성장주의 과정에서 한국교회의 문제점에서 번영신학적 요소가 있었던 것을 박사학위논문에서 지적하였다. 다음과 같이 결론을 내렸다.
한국사회의 경제 성장 내러티브가 한국사회에 여러 도덕적 부작용을 낳은 것처럼, 조용기목사의 교회 성장 내러티브는 한국 교회의 도덕적 성품을 왜곡되게 형성했다. 교회 성장 내러티브는 물질적 축복과 양적 성장을 강조하기 때문에 한국 교회가 다른 어떤 목표보다 물질적 축복과 교회성장을 우선시하게 만들었고 교회가 추구해야 할 소중한 도덕적 가치를 외면하게 만들었다. 한국교회의 많은 도덕적 문제를 해결하기 위해서 우리는 한국교회의 도덕적 성품을 왜곡시킨, 현재의 지배적 내러티브의 실체를 인정하고, 한국교회의 내러티브를 성경적 내러티브에 충실하게 변화시켜가는 노력이 필요하다.

## 번영신학 관련서적
- 안명준, 한국교회의 문제점과 극복방안 (이컴비즈넷: 2006)

- Oral Roberts; Montgomery, G. H. (1966). 《God's Formula for Success and Prosperity》. Abundant Life Publication. OCLC 4654539.
- Gordon Lindsay (1960). 《God's Master Key to Prosperity》. Christ For The Nations. ISBN 978-0-89985-001-6.
- Bruce Wilkinson; Kopp, David (2000). 《The Prayer of Jabez: Breaking Through to the Blessed Life》. Multnomah Books. ISBN 978-1-57673-733-0.
- Joel Osteen (2004). 《Your Best Life Now: 7 Steps to Living at Your Full Potential》. FaithWords. ISBN 978-0-446-53275-4.
- Zig Ziglar (1975). See You at the Top. Gretna: Pelican Pub. Co. ISBN 0-88289-126-X.
- Zig Ziglar (2006). Better Than Good: Creating a Life You Can't Wait to Live. Nashville: Thomas Nelson Publishers. ISBN 978-0-7852-8919-7.
- Zig Ziglar; Tom Ziglar (2012). Born to Win: Find Your Success Code. Dallas: SUCCESS Media. ISBN 9780983156512.

## 같이 보기
- 기복신앙
- 한국교회
- 우상숭배
- 힐송 교회
- 지배주의 신학
- 폴라 화이트
- 로버트 슐러
- 조용기
- 여의도 순복음 교회
- 매먼
- 신사고 운동
- 프로테스탄트 윤리

## 참고 문헌
- General Council of the Assemblies of God (1980). 《The Believer and Positive Confession》 (PDF). Assemblies of God. OCLC 15063312. 2012년 6월 11일에 원본 문서 (PDF)에서 보존된 문서. 2012년 9월 10일에 확인함.
- Balmer, Randall Herbert (2002). 《Encyclopedia of Evangelicalism》. Westminster John Knox Press. ISBN 978-0-664-22409-7.
- Billingsley, Scott (2008). 《It's a New Day: Race and Gender in the Modern Charismatic Movement》. University of Alabama Press. ISBN 978-0-8173-1606-8.
- Bowler, Kate (2013). 《Blessed: A History of the American Prosperity Gospel》. Oxford University Press. ISBN 978-0199827695.
- Brown, Candy Gunther (2011). 《Global Pentecostal and Charismatic Healing》. Oxford University Press. ISBN 978-0-19-539341-5.
- Ciampa, Roy E.; Rosner, Brian S. (2010). 《The First Letter to the Corinthians》. William B. Eerdmans Publishing Company. ISBN 978-0-8028-3732-5.
- Clifton, Shane (2009). 《Pentecostal Churches in Transition: Analysing the Developing Ecclesiology of the Assemblies of God in Australia》. Global Pentecostal and Charismatic Studies 3. Brill Academic Publishers. ISBN 978-90-04-17526-6.
- Cohen, Benyamin (2009). 《My Jesus Year: A Rabbi's Son Wanders the Bible Belt in Search of His Own Faith》. Harper One. ISBN 978-0-061-24518-3.
- Coleman, Simon (2000). 《The Globalisation of Charismatic Christianity: Spreading the Gospel of Prosperity》. Cambridge University Press. ISBN 978-0-521-66072-3.
- Elisha, Omri (2011). 《Moral Ambition: Mobilization and Social Outreach in Evangelical Megachurches》. University of California Press. ISBN 978-0-520-26751-0.
- Harrell, David Edwin (1975). 《All Things are Possible: the Healing & Charismatic Revivals in Modern America》. Indiana University Press. ISBN 978-0-253-10090-0.
- Harris, Marvin (1981). 《America Now: the Anthropology of a Changing Culture》. Simon & Schuster. ISBN 978-0-671-43148-8.
- Hughes, R. Kent (1989). 《Mark: Jesus, Servant and Savior》 2. Crossway Books. ISBN 978-0-89107-537-0.
- Hunt, Stephen (2000). “'Winning Ways': Globalisation and the Impact of the Health and Wealth Gospel”. 《Journal of Contemporary Religion》 15 (3): 332. doi:10.1080/713676038.
- Hwa, Yung (1997). 《Mangoes or bananas?: the Quest for an Authentic Asian Christian Theology》. Regnum International. ISBN 978-1-870345-25-5.
- Jenkins, Philip (2006). 《The new Faces of Christianity: Believing the Bible in the Global South》. Oxford University Press. ISBN 978-0-19-530065-9.
- Jenkins, Philip (2011). 《The Next Christendom: The Coming of Global Christianity》. Oxford University Press. ISBN 978-0-19-976746-5.
- Jones, David; Woodbridge, Russell (2011). 《Health, Wealth & Happiness: Has the Prosperity Gospel Overshadowed the Gospel of Christ?》. Kregel Publications. ISBN 978-0-8254-2930-9.
- Klassen, Michael J. (2009). 《Strange Fire, Holy Fire: Exploring the Highs and Lows of Your Charismatic Experience》. Baker Publishing Group. ISBN 978-0-7642-0549-1.
- Lindberg, Carter (2010). 《The European Reformations》 2판. Wiley-Blackwell. ISBN 978-1-4051-8067-2.
- Maddox, Marion (2012).  Farhadian, Charles E., 편집. 《Introducing World Christianity》. John Wiley & Sons. ISBN 978-1-4051-8248-5.
- Patterson, Eric; Rybarczyk, Edmund John (2007). 《The Future of Pentecostalism in the United States》. Lexington Books. ISBN 978-0-7391-2103-0.
- Poloma, Margaret (1989). 《The Assemblies of God at the Crossroads: Charisma and Institutional Dilemmas》. University of Tennessee Press. ISBN 978-0-87049-607-3.
- Posner, Sarah; Conason, Joe (2008). 《God's Profits: Faith, Fraud, and the Republican Crusade for Values Voters》. Polipoint Press. ISBN 978-0-9794822-1-2.
- Robins, R. G. (2010). 《Pentecostalism in America》. ABC-CLIO. ISBN 978-0-313-35294-2.
- Robbins, Joel (2010).  Allan Anderson, 편집. 《Studying Global Pentecostalism: Theories and Methods》. Michael Bergunder, André Droogers, and Cornelis van der Laan. University of California Press. ISBN 978-0-520-26662-9.
- Smith, James K. A. (2010). 《Thinking in tongues: Pentecostal Contributions to Christian Philosophy》. William B. Eerdmans Publishing. ISBN 978-0-8028-6184-9.
- Walton, Jonathan L. (2009). 《Watch This!: the Ethics and Aesthetics of Black Televangelism》. NYU Press. ISBN 978-0-8147-9417-3.
- Wiegele, Katharine L. (2005). 《Investing in Miracles: El Shaddai and the Transformation of Popular Catholicism in the Philippines》. University of Hawaii Press. ISBN 978-0-8248-2861-5.
- Wilson, J. Matthew (2007). 《From Pews to Polling Places: Faith and Politics in the American Religious Mosaic》. Georgetown University Press. ISBN 978-1-58901-172-4.

## 추가 자료
- Mitchem, Stephanie Y. (2007). 《Name It and Claim It?: Prosperity Preaching in the Black Church》. The Pilgrim Press. ISBN 978-0-8298-1709-6.
- Fortner, Michael D. (2011). The Prosperity Gospel Exposed; and Other False Doctrine. ISBN 978-1463737986.